# 安国単于
安国 単于（あんこくぜんう、拼音：Ānguó Chányú, ? - 94年）は、中国後漢時代の南匈奴の単于。伊伐於慮鞮単于の子、伊屠於閭鞮単于の弟。在位中に殺されたため単于号がなく、姓は虚連題氏、安国というのは名である。

## 生涯
伊伐於慮鞮単于の子として生まれる。
章和2年（88年）、休蘭尸逐侯鞮単于が即位すると、安国は左賢王となる。安国はあまり評判が良くなく、左谷蠡王の師子の方が勇敢で賢いので、いつも単于や漢の天子に厚遇されていた。そのため安国は師子を妬み殺そうと考えていた。また、新降者の諸胡人たちも師子に掠奪された恨みがあったので、安国は彼らとともに師子を殺す計画を立てた。
永元5年（93年）、休蘭尸逐侯鞮単于が薨去し、安国は単于となった。左賢王の師子は安国たちが謀をめぐらしていることを知ると、五原郡の縁辺に別居し、年三回開かれる龍会議事（匈奴の国会）にも病気と偽って参加しなくなった。さらに、度遼将軍の皇甫棱が師子を擁護したため、単于安国はますます憤慨した。
永元6年（94年）、安国は以前より使匈奴中郎将の杜崇と不和だったので、天子に上書して杜崇を告訴しようとした。しかし、杜崇はその書状を遮断させ、天子に届かないようにし、逆に行度遼将軍の朱徽と共同で上書して、南単于を討つように促した。和帝はこれに従い、杜崇と朱徽の軍を南単于庭（南匈奴の本拠地）に派遣した。安国は漢軍が来たことに驚いて帳幕群を棄てて逃げた。安国は再度挙兵し師子を殺そうとしたが、師子は事前に察知して曼柏城に逃れた。安国は城下まで来たが、門が閉ざされており、入ることができなかった。そこで朱徽は両者を和解させるべく使者を送ったが、安国は聞き入れなかった。結局、城は落とせず安国は兵を引いて五原に駐屯した。その後、杜崇と朱徽は安国を急襲したので、部民は大いに恐れ、安国の母の兄弟である骨都侯の喜為らは誅殺されたくないと思い、安国を殺した。

## 参考資料
- 『後漢書』（南匈奴伝）